# 双日プラネット
双日プラネット株式会社（そうじつプラネット）とは、双日グループの合成樹脂専門商社。

## 概要
総合商社である双日の化学本部事業会社。合成樹脂専門商社としては業界No.1の位置付け。

## 沿革
2004年にニチメンの合成樹脂部門・日商岩井プラスチック・蝶理プラテクノの3社が統合し「プラネット」として設立。2007年4月からは、社名に双日を冠して「双日プラネット」と改名し現在に至る。

## 関連会社
- 日本
  - プラマテルズ株式会社
  - 双日テクノプラス株式会社

- 中国
  - 日超工程塑料（深圳）有限公司
  - 高木汽車部件（佛山）有限公司
  - 武漢塔佳奇汽車部件有限公司
- インド
  - Sanko Svance JRG Tooling India Pvt,Ltd.
- 米国
  - Sojitz Plastics America Inc.
- メキシコ
  - Sojitz Plastics America Inc., Leon Branch
- カナダ
  - American Biaxis Inc.
- フィンランド
  - Biaxis Oy，Ltd.